# 玉井雅利
玉井 雅利（たまい まさとし、（本名:同じ）1985年7月29日 - ）は愛媛県出身の映画監督である。身長173cm。血液型はAB型。獅子座。愛媛大学工学部環境建設工学科卒業。
監督業以外に、スタントマン・アクション俳優・アクションコーディネーターとしても現役で活動している。一ノ瀬雅利は、旧芸名。
2012年3月17日、バク転でギネス世界記録を保持している。
。
。

## 人物
- 特技：器械体操、バレエ、ジャズダンス、ヒップホップ、ブレイクダンス、ピアノ、イラスト、ボディースタント、パソコン
- 趣味：読書、筋トレ、作曲、ゲーム

## 参加作品

### 映画出演
- 恋は五・七・五!（2005年）
- ごくせん THE MOVIE（2009年）
- 沈まぬ太陽（2009年）
- 私の優しくない先輩（2010年）
- 戦闘少女 血の鉄仮面伝説（2010年）

### テレビ出演
- 黒部の太陽（2009年 フジテレビ）
- 任侠ヘルパー(2009年 フジテレビ）
- run for money 逃走中（2009年 フジテレビ）ハンター・ロングレッグマン役
- ためしてガッテン（2010年 NHK）
- ぷらTWOぅ（2012年 TOKYO MX）

### 監督作品
- 狂々スタント狂想曲（2010年）福岡インディペンデント映画祭2011６０分ムービー部門グランプリ[3]。
- Undead Dragon〜死霊遊戯〜（2011年）東葛映画祭2012特別賞受賞[4]。
- ガーディアンファイター２(2012年）福岡インディペンデント映画祭2012アクション賞受賞
- 発祥の地　福岡！（2013年）ワンミニットフィルムコンペ2013優秀賞受賞

### その他
- ロッテ ACUO TVCM(2012年／アクションコーディネーター）
- ピンクスパイダー／倖田來未(2013年／アクションコーディネーター）
- 博多ステイハングリー2〜夢王〜（2014年／第9話 アクション監督）
- CR バットマン〜灼熱のゴッサムシティ（2015年／アクションコーディネーター）